# Vanzay

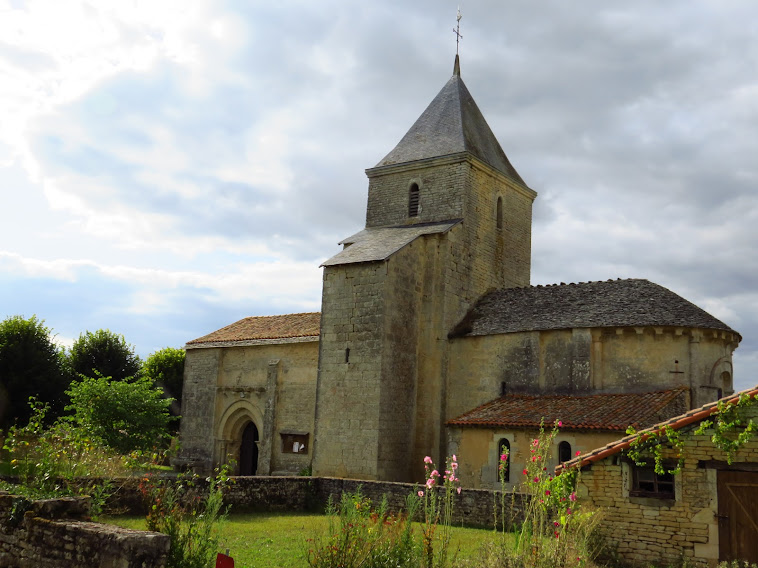
Die Kirche Saint-Jacques in Vanzay

Vanzay ist eine französische Gemeinde mit 242 Einwohnern (Stand 1. Januar 2022) im Département Deux-Sèvres in der Region Nouvelle-Aquitaine. Sie gehört zum Arrondissement Niort und zum Kanton Celles-sur-Belle.

## Geografie
Vanzay liegt in der historischen Landschaft Poitou, etwa 43 Kilometer südwestlich der Stadt Poitiers. Nachbargemeinden in Deux-Sèvres sind Messé im Norden, Sainte-Soline sowie Sauzé-entre-Bois im Süden und Westen. Östlich verläuft gleichzeitig die Grenze zum Département Vienne. Hier liegen die Gemeinden Chaunay und Brux.

## Bevölkerungsentwicklung
| Jahr      | 1968 | 1975 | 1982 | 1990 | 1999 | 2006 | 2010 |
| Einwohner | 305  | 279  | 274  | 212  | 198  | 203  | 204  |

## Sehenswürdigkeiten
- Kirche Saint Jacques mit Ursprüngen aus dem 12. Jahrhundert.[1]
- die Gemeinde verfügt über eine Vielzahl von alten Bauerngehöften und Herrenhäusern.[2]